# Ratpenat de dit gros de Java
El ratpenat de dit gros de Java (Glischropus javanus) és una espècie de voliac pertanyent a la família dels vespertiliònids.

## Hàbitat
Viu als boscos humits de clima tropical i subtropical de les terres baixes.

## Distribució geogràfica
És un endemisme de l'oest de l'illa de Java (Indonèsia).

## Estat de conservació
No es coneixen les amenaces a aquesta espècie, però la possible pèrdua del seu hàbitat a les regions de les terres baixes en podria ser una.

## Costums
És probable que visqui en colònies petites.